# Kruitpan

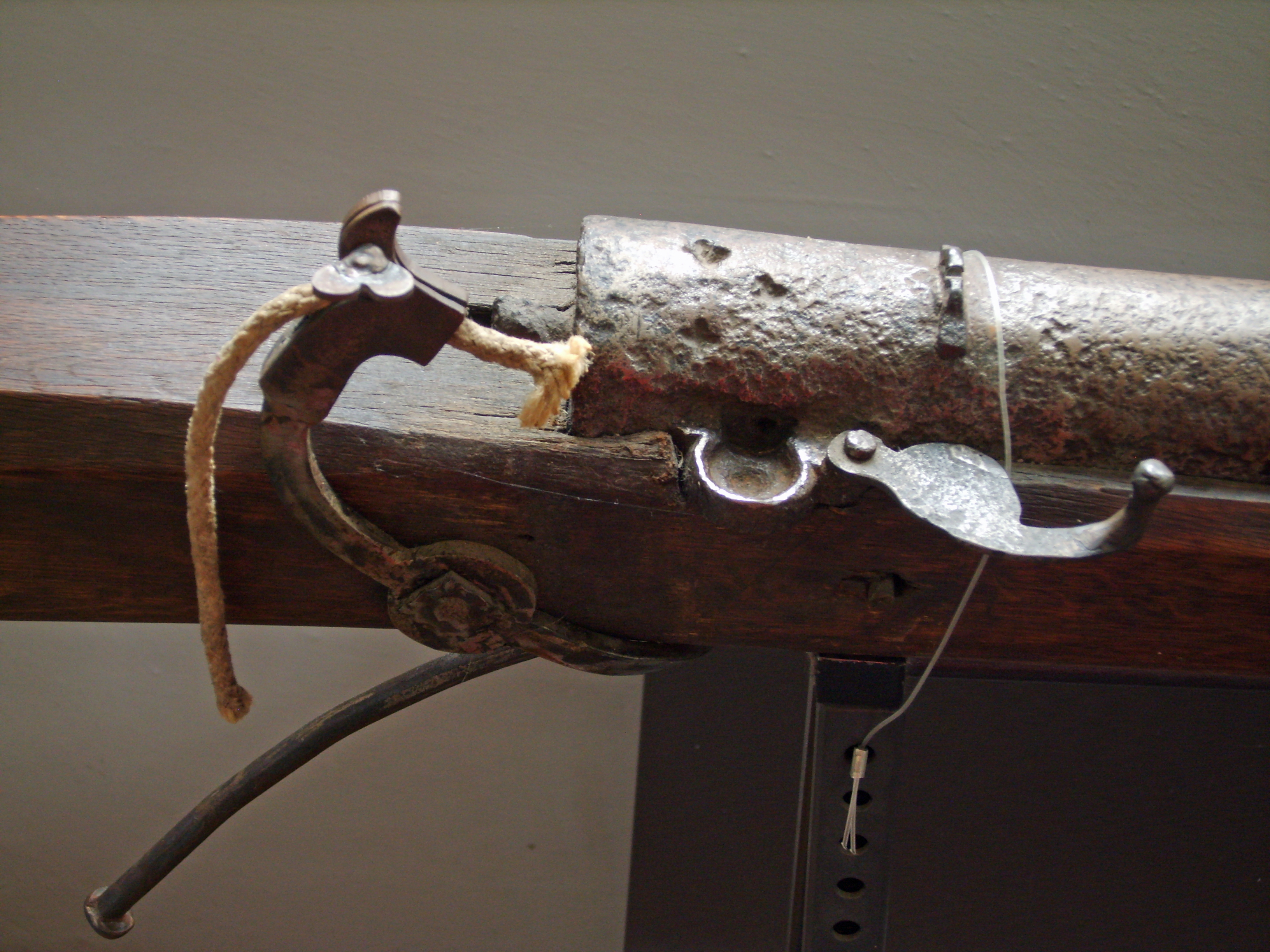
Duits musket met lontslot en open kruitpan

Een kruitpan is een aan de zijkant van een antiek vuurwapen geplaatst onderdeel in de vorm van een kleine pan. Een gaatje in de loop, het zundgat genaamd, vormt de verbinding tussen de kruitpan en het buskruit in de kamer van het wapen. De pan is een onderdeel van het afvuurmechanisme. De kruitpan verdween bij de introductie van het percussieslot en het slaghoedje.

## Werking
De schutter doet wat (meestal niet meer dan een paar korrels) pankruit (dit is fijngemalen buskruit, ook zundkruit genoemd) in de kruitpan en sluit deze met een deksel. Bij lontslotwapens is dat meestal een naar de zijkant draaiend deksel, dat handmatig moet worden geopend als de schutter het wapen wil afschieten. Vooral bij regen en harde wind kan dit problemen opleveren.
Bij een snaphaan- of radslot wordt de kruitpan tijdens het afvuren mechanisch geopend op het moment dat het ontstekingsmechanisme wordt geactiveerd door het overhalen van de trekker.
Bij een vuursteenslotwapen wordt de kruitpan afgesloten met een scharnierende afdekplaat voorzien van een omhoogstaand stalen uitsteeksel, de batterij genoemd. Bij het schieten slaat de haan, met daarin de vuursteen, tegen het staal aan waardoor de afdekplaat opengaat. De wrijving tussen de vuursteen en het staal veroorzaakt een vonkenregen die naar beneden in de net geopende pan slaat. Hierdoor wordt de lading ontstoken en gaat het schot af.

## Uitdrukkingen
De uitdrukking "de vlam slaat in de pan" komt van deze ontstekingstechniek, evenals de uitdrukking "het loopt met een sisser af" (als het schot niet afgaat, bijvoorbeeld door nat geworden kruit).